# Колово (посёлок, Карелия)
Колово — посёлок в составе Пудожского городского поселения Пудожского района Республики Карелия.

## Общие сведения
Расположен на левом берегу реки Водла в 18 км к востоку от Пудожа.

## История
Впервые упоминается в XVI веке как деревня на Коловом плёсе.
5 октября 1937 года по необоснованному обвинению в контрреволюционной деятельности, решением Особой тройки НКВД Карельской АССР, был расстрелян священник Коловской церкви Владимир Ефимович Кудрявцев (1876—1937).
После окончания Советско-финской войны (1941—1944) в Колово располагался лагерь для военнопленных.
Посёлок значительно расширился в 1950-е годы в связи с образованием Коловского леспромхоза.

## Население
Численность населения в 1979 году составляла 1051 человек.
| 2002 | 2009 | 2010 | 2013 |
| ---- | ---- | ---- | ---- |
| 657  | ↘526 | ↘493 | ↘461 |

## Улицы
- ул. Гагарина
- ул. Детская
- ул. Железнодорожная
- ул. Комсомольская
- ул. Лесная
- ул. Пионерская
- ул. Пролетарская
- ул. Ручьевая
- ул. Советская
- ул. Школьная